# 金星人地球を征服
『金星人地球を征服』（It Conquered the World）は1956年制作のアメリカ映画。ロジャー・コーマン監督によるSF映画である。モノクロ、71分、スタンダード。AIP配給。日本では劇場未公開（TV放映のみ）だったが、1994年に国内で初めて劇場公開された。

## ストーリー
トム・アンダーソン博士（リー・ヴァン・クリーフ）は、特殊な無線装置を開発し、ゾンターと名乗る金星人との交信に成功した。博士は彼らの優れた技術で平和を実現するため、金星人を呼び寄せてしまう。だが、金星人はコウモリに似たマインドコントロール装置によって人類を洗脳し、征服することを企んでいたのだ。博士の友人のネルソン博士（ピーター・グレイブス）はそのことに気付くが、彼の妻ジョーンは既に金星人に洗脳されていた。ネルソン博士は妻をやむなく射殺すると、アンダーソン博士と共に金星人が潜む洞窟に突入する。

## キャスト
※括弧内は日本語吹替（テレビ版）
- ピーター・グレイブス（中田浩二）
- リー・ヴァン・クリーフ（家弓家正）
- ビバリー・ガーランド（渡辺知子）
- ディック・ミラー
- ジョナサン・ヘイズ

## 製作
本作の脚本は当初、ルー・ラソフが執筆していたが突然カナダに帰国したため、チャールズ・グリフィスが撮影開始の二日前に引き継ぎ完成させた（しかし彼の名前はクレジットされていない）。製作、監督はB級映画の帝王、ロジャー・コーマン。わずか10日間で撮影を完了した。主演は、後にスパイ大作戦のジム・フェルプスで有名になるピーター・グレイブスと、これも後にマカロニ・ウェスタンのスターとなるリー・ヴァン・クリーフが共演した。

## 金星人
金星人のカニのような造形はコーマン自身のアイデアで、当初大重力の惑星の生物は背が低くなるだろうという考えに基づき、平べったいクリーチャーを作成した。しかし、それを見た主演女優ガーランドが、「本当にこれが地球を征服しに来たの?」"That conquered the world?”と言いながら蹴り倒したため、コーマンはすぐに顔の上に三角錐を取り付け、ガーランドの背より高くした。
クリーチャーの制作は、『百万の眼を持つ刺客』などを手掛けたポール・ブレイズデルが担当し、また着ぐるみの内部にも彼自身が入った。ベニヤ板で作った骨組みに張ったワイヤーで動かせるようになっていた。表面はフォームラテックス製で赤い塗装がされていたという（画面はモノクロのため判別がつき難い）。
日本では大伴昌司が少年誌の記事等で「金星ガニ」として紹介したためその名前で呼ばれることもある。米国では「キュウリの怪物」「アイスクリームコーン」などと呼ばれている。なお、宣伝用のスチル写真には、建物の窓越しに金星人がガーランドやグレイブスを襲う場面があるが、本編にそのような場面はない。

## リメイク
1966年にラリー・ブキャナン監督によりカラー作品としてリメイクされ、日本では『SF金星怪人ゾンターの襲撃』としてテレビ放送された。金星人の造形は単なるヒューマノイド（三つ目のコウモリ人間）に変更されている。

## 公開

### 英語圏
- この映画は1956年7月にAIP配給で米国で劇場公開された。同時上映は『海獣の霊を呼ぶ女』[1]。
- イギリスでは劇場公開の前に、映画検閲官より金星人がガスバーナーで倒される描写が動物虐待ではないかと言う懸念が持ち出されたが、AIPは、金星からの侵略者は動物ではないと主張し、無事公開に至った[8]。
- 1960年代を通してAIPテレビで頻繁に放映された。

### 日本
- 日本では長らく劇場未公開でテレビ放映[9]のみであったが、1994年に、『SF・特撮・モンスター／シネマ秘蔵版大全』と題した特集上映で、他のAIP作品と共に劇場公開された[1]。
- 1990年代にビデオソフトが発売されていた
- 2010年にランコーポーレーションより激安DVDとして発売